# Tetro (film)
Tetro – amerykańsko-włosko-hiszpańsko-argentyński dramat filmowy w reżyserii i według scenariusza Francisa Forda Coppoli z 2009 roku. Cały film, z nielicznymi wyjątkami scen retrospekcji, jest czarno-biały. Pierwsza od ponad trzydziestu lat produkcja wyreżyserowana przez Francisa Forda Coppolę według jego oryginalnego scenariusza.

## Opis fabuły
Bennie przybywa do Buenos Aires po opuszczeniu domu. Zatrzymuje się w domu swojego brata przyrodniego, Angiego, który uciekł z rodzinnych stron wiele lat temu i zdążył już sobie ustatkować życie w stolicy Argentyny. Jest związany silnym uczuciem z Mirandą, dobrą i uporządkowaną kobietą. Angie mówi Benniemu, że będzie mógł zostać w jego domu nie więcej niż tydzień i każe nazywać się Tetro, ponieważ duch Angiego już nie żyje. Bennie pyta Tetro, dlaczego wśród znajomych nazywa go swoim „przyjacielem”, a nie „bratem”. Tetro oznajmia, że ludzie w Buenos Aires nie wiedzą zbyt wiele o jego przeszłości i chce, aby tak zostało. Bennie zarzuca mu, że po wyjeździe z domu, Tetro nigdy po niego nie wrócił. Tetro nie chce rozmawiać o swojej przeszłości. Bennie, chcąc znaleźć jakieś informacje o rodzinie, bez wiedzy Tetro zaczyna szperać w jego zapiskach sprzed wielu lat. Następnie Bennie zaczyna rozmawiać z Mirandą, zdradzając jej, że ojciec braci jest słynnym muzykiem. Tetro, kiedy nakrywa tę dwójkę na rozmowie, nie dowierza, że Bennie mógł mu zrobić coś takiego, mówiąc, że „to wyłącznie jego sprawa”. Bennie odpowiada, że „ich rodzina, to ich sprawa”.

## Obsada
- Vincent Gallo – Tetro[6]
- Alden Ehrenreich – Bennie[7]
- Maribel Verdú – Miranda[8]
- Carmen Maura – Alone[9]
- Rodrigo De la Serna – Jose
- Leticia Brédice – Josefina
- Mike Amigorena – Abelardo
- Francesca De Sapio – Amalia
- Klaus Maria Brandauer – Carlo / Alfie[10]

## Produkcja

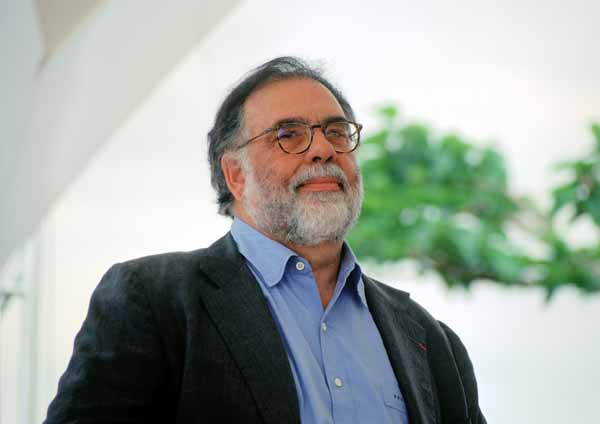
Francis Ford Coppola

W lutym 2007 Francis Ford Coppola zapowiedział, że wyprodukuje i wyreżyseruje projekt Tetro według jego własnego scenariusza, który napisał podczas montażu Młodości stulatka. Produkcja miała rozpocząć się pod koniec 2007 w Buenos Aires. Coppola oznajmił, że wie o stojącej na wysokim poziomie argentyńskiej kulturze, literaturze, muzyce, a także o ważnych dla tego kraju tradycjach filmowych. Powiedział, że podoba mu się tamtejszy klimat i najprawdopodobniej znajdzie w Argentynie wielu kreatywnych ludzi, którzy pomogą w realizacji Tetro.
Prace na planie nie rozpoczęły się w terminie. Hiszpańska firma Tornasol Films i włoska BIM Distribuzione zostały koproducentami obrazu. Zdjęcia rozpoczęły się oficjalnie 31 marca 2008 w La Boca w Buenos Aires. Film powstawał również w Patagonii i Hiszpanii.
Początkowo tytułową rolę Tetro miał zagrać Matt Dillon, jednak ostatecznie Coppola zdecydował się obsadzić Vincenta Gallo. We wrześniu 2007 roku pięciu mężczyzn włamało się i ukradło z rezydencji reżysera laptopa, na którym znajdował się scenariusz filmu, a także inne materiały, niezbędne do realizacji projektu. Początkowo postać Alone miała być mężczyzną, a zagrać ją miał Javier Bardem. Jednak po kolejnym przeczytaniu scenariusza Coppola uznał, że interakcje pomiędzy Alone i Tetro będą znacznie bardziej intrygujące jeśli będą różnej płci. W maju 2008 roku produkcja była zagrożona przez Związek Aktorów Argentyńskich, który twierdził, że na planie obrazu aktorzy pracują bez podpisanych kontraktów, jednak pomimo przeszkód zdjęcia zostały ukończone.

## Przyjęcie
Za granicą Tetro otrzymał dość dobre noty od krytyków. Na stronie Metacritic film otrzymał wynik (Metascore) 65% (oparty na 26 recenzjach). Na Rotten Tomatoes obraz otrzymał 71% pochlebnych not (100 recenzji) ze średnią oceną 6.3/10. Cream of the Crop, gromadzące opinie z popularnych gazet, internetu, oraz programów radiowych i telewizyjnych, obliczyło, że wynik Tetro wyniósł 71% (24 recenzje).
W Polsce film spotkał się ze zróżnicowanym przyjęciem. W swojej recenzji dla Stopklatki Dariusz Kuźma pisał: „Tetro jest nieźle pomyślane i dobrze zagrane, czuć w nim również duszę swojego twórcy, który dynamiką rodzinnych, a w szczególności braterskich relacji zajmuje się od dawna. To, czego filmowi brak, to pomysłu jak wszystkie elementy ułożyć w zgrabną całość, utrzymując równocześnie cały czas kontakt z widzem”.
Z kolei recenzent portalu Filmweb, Adam Kruk, w tekście zatytułowanym Traktaty taty, określił obraz Coppoli „almodovarowskim kiczem”, choć przyznał, że zadaje on ważne pytania.
Marcin Chmielewski w recenzji dla Wirtualnej Polski pisał, że Tetro to „sprawnie opowiedziana i świetnie zagrana historia”.

## Nagrody i festiwale
Światowa premiera filmu odbyła się w Cannes na imprezie Quinzaine des Réalisateurs, poświęconej kinu niezależnemu. Początkowo pokaz specjalny Francisowi Fordowi Coppoli proponowali organizatorzy Festiwalu Filmowego w Cannes, jednak reżyser wzgardził tym pomysłem, twierdząc, że „niezależny i intymny charakter Tetro nie pasuje do blichtru canneńskiej imprezy”.
Obraz był prezentowany ponadto na 27. Festiwalu Filmowym w Turynie oraz Estoril Film Festival w Lizbonie (pokaz pozakonkursowy).
Maribel Verdú za rolę Mirandy otrzymała nominację do Goi w kategorii najlepsza aktorka.

## Wydanie DVD
Produkcja ukazała się na DVD w Stanach Zjednoczonych 4 maja 2010 roku. W polskich sklepach dostępna jest od 18 marca 2011.